# Heggenahalli, Gauribidanur
Heggenahalli là một làng thuộc tehsil Gauribidanur, huyện Chikkaballapur, bang Karnataka, Ấn Độ.